# Wouter Kurpershoek
Wouter Kurpershoek (Rotterdam, 10 december 1964) is een Nederlandse journalist, media-adviseur en politicus.

## Loopbaan
Kurpershoek deed een studie journalistiek aan de Evangelische School voor Journalistiek in Amersfoort. Hij werkte aanvankelijk een jaar bij de radioactualiteitenrubriek Tijdsein van de EO alvorens over de stappen naar de radioactualiteitenrubriek Hier en Nu (NCRV). Later werd hij werkzaam voor de NOS als buitenlandverslaggever voor Radio 1. Op 1 februari 2005 volgde hij Charles Groenhuijsen op als Amerika-correspondent, voor een periode van vijf jaar. Daarvoor was Kurpershoek vooral verslaggever voor crisisgebieden: Kosovo, het Midden-Oosten en Afghanistan. Tussendoor deed hij het binnenlandse nieuws.
In november 2001 ontsnapte hij bij een buitenlandse reportage ternauwernood aan de dood. Hij was in een auto in een konvooi op weg naar de Afghaanse hoofdstad Kaboel. Uit de auto voor hem werden toen vier journalisten gehaald en doodgeschoten. De chauffeur van Kurpershoek kon nog net rechtsomkeert maken. Kurpershoek keerde daarop terug naar Nederland.
Daarna volgde het Israëlisch-Palestijnse conflict, gevolgd door de Irakoorlog, waar hij enige tijd embedded ('ondergebracht') zat bij Britse troepen. Hij presenteerde ook het NOS-programma Lijn 25, rondom de uitbreiding van de Europese Unie met tien landen in 2004. In april 2007 stopte Kurpershoek voortijdig als correspondent van de NOS in de Verenigde Staten. Eelco Bosch van Rosenthal volgde hem in de zomer op.
Vanaf september 2007 was Kurpershoek een van de presentatoren van de AVRO/TROS-actualiteitenrubriek EenVandaag. Hij deed dat tot 1 augustus 2010. Vanaf die datum was hij medepresentator van de actualiteitenrubriek KRO Brandpunt.
Sinds 25 januari 2011 zat Kurpershoek in Caïro, Egypte om daar verslag te doen van de revolutie. In de uitzending van De Wereld Draait Door van 3 februari deed hij rechtstreeks verslag vanuit zijn gebarricadeerde hotelkamer over de klopjacht op journalisten die toen was ontstaan door pro-Moebarak-aanhangers.
Na zijn presentatiewerk startte hij een eigen media-adviesbureau.

## Politiek
Bij de gemeenteraadsverkiezingen van maart 2014 was Kurpershoek lijsttrekker voor de partij Voor Neerijnen. Deze nieuwe partij behaalde drie zetels in de raad van Neerijnen en was daarmee de grote winnaar. Kurpershoek werd fractievoorzitter. In februari 2015 droeg hij deze post over aan een partijgenoot omdat de combinatie met zijn andere werk hem te zwaar werd. Hij bleef wel raadslid.